# آریان لابد
آریان لابِد (فرانسوی: Ariane Labed‎؛ زادهٔ ۸ مهٔ ۱۹۸۴) هنرپیشه اهل فرانسه با تبار یونانی است. وی از سال ۲۰۰۸ میلادی تاکنون مشغول فعالیت بوده‌است. آدریان لابد در سال ۲۰۱۰، برنده جایزه بهترین بازیگر زن جشنواره فیلم ونیز شد و در سال ۲۰۱۴، جایزه بهترین بازیگر زن جشنواره فیلم لوکارنو را دریافت کرد.

## فیلم‌شناسی
- آلپ،
- پیش از نیمه‌شب
- خرچنگ
- کشیش آدمکش(فرقه آدمکش ها)
- بروتالیست